# 97637 Blennert
97637 Blennert este un asteroid din centura principală de asteroizi.

## Descriere
97637 Blennert este un asteroid din centura principală de asteroizi. A fost descoperit pe 10 martie 2000 în cadrul proiectului CSS. Asteroidul prezintă o orbită caracterizată de o semiaxă mare de 3,07 ua, o excentricitate de 0,16 și o înclinație de 14,9° în raport cu ecliptica.